# Acidovorax avenae
Acidovorax avenae es una especie de bacteria gramnegativa del género Acidovorax. Fue descrita en el año 1992. Su etimología hace referencia al género de plantas Avena. Inicialmente se describió como Pseudomonas avenae en el año 1909 por causar enfermedades en plantas. También se le ha llamado Pseudomonas rubrilineans. Cuando se trasladó al género Acidovorax, se le incluyeron tres subespecies: Acidovorax avenae subsp. avenae, Acidovorax avenae subsp. citrulli y Acidovorax avenae subsp. cattleyae. Posteriormente, estas dos fueron elevadas al rango de especie. Es aerobia y móvil por flagelo polar. Tiene un tamaño de 0,2-0,8 μm de ancho por 1-5 μm de largo. Forma colonias lisas, redondas y de color amarillo pálido. Temperatura óptima de crecimiento de 30-35 °C. Es una bacteria patógena de plantas. Originalmente se aisló de la planta de maíz Zea mays en Estados Unidos.